# Virginia Slims Championships 1976
Virginia Slims Championships 1976 - п'ятий завершальний турнір сезону Чемпіонат Туру WTA, щорічний тенісний турнір серед найкращих гравчинь у рамках Virginia Slims circuit 1976. На нього кваліфікувались 16 найкращих гравчинь, згідно з рейтинговими очками й за умови, що вони зіграли принаймні в шести турнірах. Змагання в одиночному розряді складались з кола на вибуття, вісім переможниць якого було розбито на дві групи (Золоту і Помаранчеву), де вони грали за круговою системою. Переможниці кожної групи грали між собою у фіналі. Крім того, були матчі за третє, п'яте і сьоме місця. Відбувся на Los Angeles Sports Arena у Лос-Анджелесі (США) і тривав з 12 до 17 квітня 1976 року. Івонн Гулагонг здобула титул в одиночному розряді й отримала 40 тис. доларів.

## Фінальна частина

### Одиночний розряд
Івонн Гулагонг —  Кріс Еверт, 6–3, 5–7, 6–3.

### Парний розряд
Біллі Джин Кінг /  Бетті Стов —  Мона Геррант /  Енн Кійомура, 6–3, 6–2.